# Sabrosa Purr
Sabrosa Purr ist eine 2004 gegründete, US-amerikanische Rockband aus Los Angeles, Kalifornien.

## Geschichte
Die Band spielt genre-übergreifende Rockmusik und fand sich mit ihrer ersten auf Dangerbirds Records veröffentlichten EP Music from the Violet Room in zahlreichen Top-Ten Listen namhafter Radios wieder.
2007 absolvierten sie erfolgreich ihre erste Tour außerhalb der USA in Japan.
Ihr Debütalbum To the Crickets and the Ghosts fand bei Kritikern enormen Anklang, und die Band geht mit namhaften Acts wie 30 Seconds to Mars, Silversun Pickups oder den Cold War Kids auf Tournee.

## Diskografie
- 2005: Music from the Violet Room (EP)
- 2009: Volaras (EP)
- 2009: To the Crickets and the Ghosts (Album)